# Manis palaeojavanica
Manis palaeojavanica — вимерлий вид панґолінів родом з Азії.
У 1926 р. Дюбуа описав знайдені на Яві кістки M. palaeojavanica. Пізніше лорд Медвей розкопав ще один набір кісток у печерах Нія в Малайзії. У 1960 році Худжєр визначив ці кістки як кістки вимерлого виду. Використовуючи вуглецеве датування, було визначено, що кісткам печер Нія 42 000–47 000 років.